# Nachhut

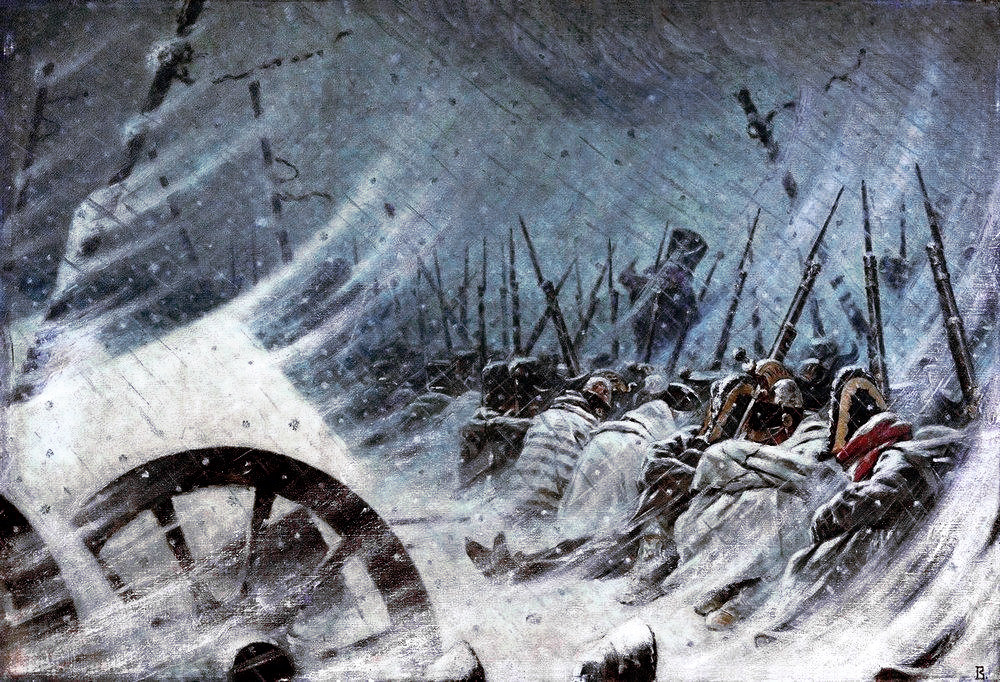
Nachhut Napoleons beim nächtlichen Biwak, Gemälde

Nachhut (bis ca. 1880 französisch Arrièregarde) ist die Bezeichnung für eine selbständige militärische Formation der Marschsicherung beim Rückzug eines Truppenkörpers, welche im Allgemeinen aus einem verstärkten Bataillon besteht und am Ende des Gros oder der Hauptkräfte marschiert oder verbleibt.

## Auftrag
Auf dem Marsch wird die Nachhut als zumeist bewegliche Truppe mit starker Feuerkraft formiert. Die Nachhut deckt, sichert oder schützt den organisierten Rückmarsch der Hauptkräfte vor überraschenden Angriffen. Dabei marschiert die Nachhut in einer angemessenen Entfernung hinter den Hauptkräften, die für die erfolgreiche Erfüllung ihres Auftrags erforderlich ist. Der Kommandeur der Nachhut kann je nach Lage des Gegners Rücken- und Seitendeckung befehlen und aussenden.
Bei Absetzbewegungen oder im Rückzug verbleibt eine Nachhut in den Stellungen, um einen geordneten Rückzug der Hauptkräfte zu ermöglichen.

## Besonderheiten
Einsatz- und lagebezogen und in Abhängigkeit von den wahrscheinlichen Handlungen des Gegners kann auf eine Nachhut verzichtet werden. In diesem Fall werden vom Kommandeur auf den einzelnen Marschstraßen zur Sicherung der marschierenden Truppenkörper nur Rückensicherungen ausgesandt.
Truppen, die an der Spitze der Kolonne marschieren, werden als Vorhut bezeichnet. Truppen, die die Flanken sichern, werden als Seitendeckung bezeichnet.